# إيرني كوكس (لاعب كرة قاعدة)
إيرني كوكس (بالإنجليزية: Ernie Cox)‏ هو لاعب كرة قاعدة أمريكي، ولد في 19 فبراير 1894 في برمنغهام في الولايات المتحدة، وتوفي بنفس المكان في 29 أبريل 1974.

## وصلات خارجية
- إيرني كوكس على موقعبيزبول رفرنس.كوم (الدوري الرئيسي) (الإنجليزية)
- إيرني كوكس على موقعبيزبول رفرنس.كوم (الدوري الثانوي) (الإنجليزية)